# Haidingerův snop

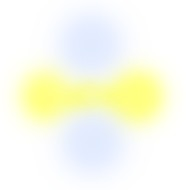
Haidingerův snop

Haidingerův snop je percepční jev umožňující člověku spatřit a určit rovinu polarizovaného světla či směr rotace kruhově polarizovaného světla. Jev byl poprvé popsán rakouským fyzikem a mineralogem Wilhelmem Haidingerem v roce 1844.
Při pozorování lineárně polarizovaného světla (s mírou polarizace větší než 50 %) jev spočívá ve spatření kanárkově žlutého obrazce tvaru snopu či přesýpacích hodin přičemž kolmo na něj je vidět stejný obrazec šmolkově modré barvy (uprostřed většinou překrytý žlutou částí obrazce). Celý obrazec není úhlově větší než 5°. Rovina polarizace lineárně polarizovaného světla je kolmá na žlutý obrazec. Haidingerův snop lze také vidět při pohledu na bílou oblast na displeji z tekutých krystalů (např. na monitoru počítače) kvůli polarizačnímu efektu displeje je světlo převážně šikmo polarizované.

## Historie
Při pečlivém studiu minerálů pod polarizovaným světlem si rakouský fyzik a mineralog Wilhelm Haidinger povšiml, že vidí obrazec, který úzce souvisí s polarizovaným světlem a na základě jeho orientace je schopen určit rovinu polarizace světla. Svůj objev publikoval Haidenger v Annalen der Physik v roce 1844. Nedlouho poté, přišel německý fyzik a fyziolog Hermann von Helmholtz s prvním vysvětlením fyziologie vzniku percepce Haidingerova snopu, které zveřejnil v Handbuch der physiologischen Optik v roce 1867. Jeho vysvětlení, které lze mnohdy nalézt v literatuře, je sice principiálně správné, avšak výsledný vztah mezi rovinou polarizace a orientací Haidingerova snopu vychází opačně než ve skutečnosti. Detailní vysvětlení jevu však dodnes chybí. Překvapivě ještě roku 1955 upozornil atomový fyzik a později odborník firmy Polaroid William A. Shurcliff na schopnost člověka detekovat pomocí Haidingerova snopu kruhově polarizované záření a také určit, zda jde o levotočivě či pravotočivě kruhově polarizované záření. Fyziologie této percepce není dodnes uspokojivě vysvětlena. Zmínku o Haidingerově snopu lze nalézt v řadě učebnic fyziky, kde se často uvádí jako kuriozita. Dnes se však zdá, že percepce Haidingerova snopu nalezne praktické uplatnění v oftalmologické praxi, kde by Haidingerův snop mohl sloužit k časné diagnostice makulární degenerace.

## Etymologie
Percepční jev Haidingerova snopu nese v německém originále název „Haidinger-Büschel“, což však ve starorakouské němčině znamená Haidingerův snop, nikoli štětinky či kartáč, jak by se někdo mohl domnívat. Anglicky se ale jev nazývá "Haidinger's brush", což je chybný překlad výše zmíněného, který nepřestává udivovat pozorovatele v anglofonním světe, protože najít podobnost jevu s kartáčem vyžaduje opravdu notnou fantazii. Názvy v dalších jazycích jsou ale bohužel odvozeny od tohoto chybného překladu.